# شاونی (وایومینگ)
شاونی (به انگلیسی: Shawnee) یک منطقهٔ مسکونی در ایالات متحده آمریکا است که در شهرستان کانورس، وایومینگ واقع شده‌است. شاونی ۱٬۵۴۲٫۰ متر بالاتر از سطح دریا واقع شده‌است.